# Лейбль, Вильгельм
Вильгельм Мария Губертус Лейбль (нем. Wilhelm Maria Hubertus Leibl; 23 октября 1844, Кёльн — 4 декабря 1900, Вюрцбург) — немецкий живописец, представитель немецкого реализма.

## Биография
Вильгельм Лейбль родился в семье капельмейстера Кёльнского собора Карла Лейбля. Свои первые уроки Вильгельм получил у Германа Беккера. В 1864 году Лейбль поступил в Мюнхенскую академию изобразительных искусств и обучался у Германа Аншютца, Александра Штреубера и Артура Георга фон Рамберга, а с 1868 года — у Карла Теодора фон Пилоти. В 1869 году у него появляется в Мюнхене мастерская, которую он делит с художниками Теодором Альтом, Рудольфом Хиртом дю Френе и Иоганном Шперлем. Шедевром этого раннего периода творчества Лейбля считается «Портрет госпожи Гедон», благодаря которому он обрёл друга в лице Гюстава Курбе. Француз Курбе привлекал огромное внимание своими реалистическими работами. Лейбль побывал в Париже, где познакомился с творчеством Эдуарда Мане. В 1870 году в Мюнхене вокруг Лейбля художники, исповедовавшие схожие с ним взгляды, объединились в так называемый «Кружок Лейбля». Это были Вильгельм Трюбнер, Карл Шух, Теодор Альт, Карл Хайдер, периодами также Ханс Тома. С 1873 года Лейбль отдалился от мюнхенской культурной жизни и проживал с художником Иоганном Шперлем в Берблинге и Бад-Айблинге в Верхней Баварии. В 1892 году Лейбль получил профессорское звание. Похоронен на Вюрцбургском главном кладбище.

## Творчество
Вильгельм Лейбль является одним из наиболее известных художников-реалистов в Германии. Его картины, написанные в Верхней Баварии, не имеют ничего общего с идиллией или радостью повествования и изображают человека без прикрас. Его богатая деталями живопись после 1890 года приближается к импрессионизму, однако сохраняет закрытую материальность образов. На своих картинах Лейбль в большинстве своём изображал людей.

## Галерея

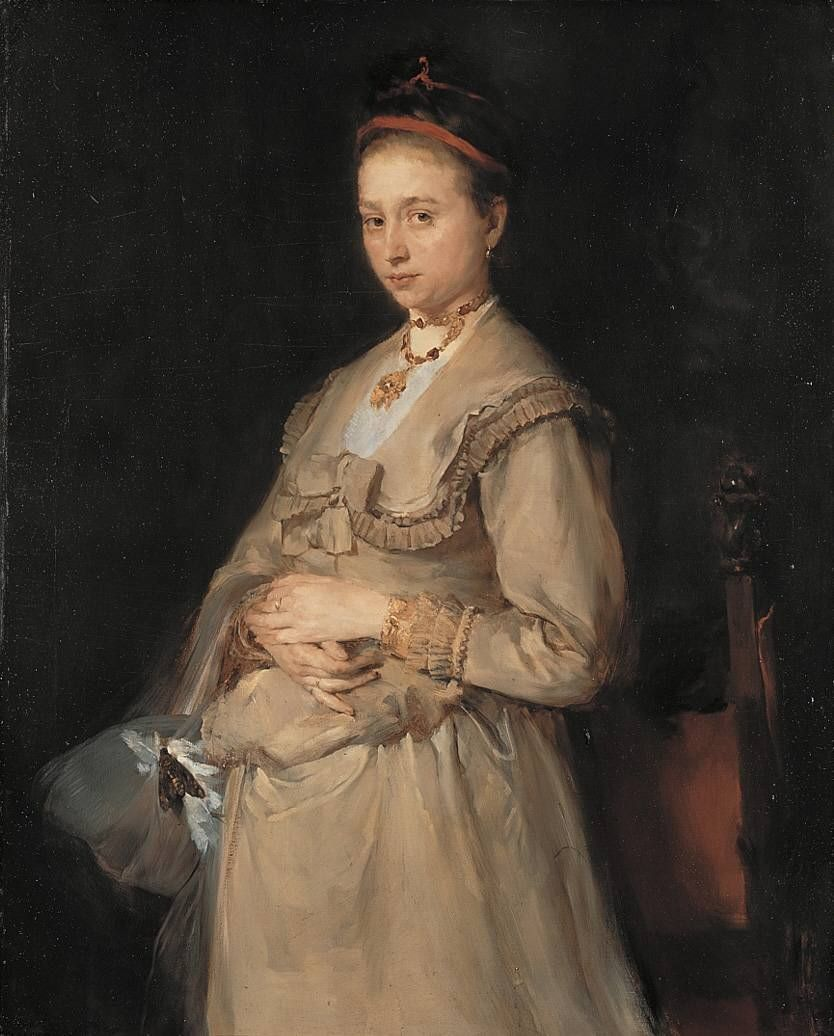
Портрет госпожи Гедон. 1869. 119,5 Х 95,7 см, холст, масло Новая пинакотека. Мюнхен
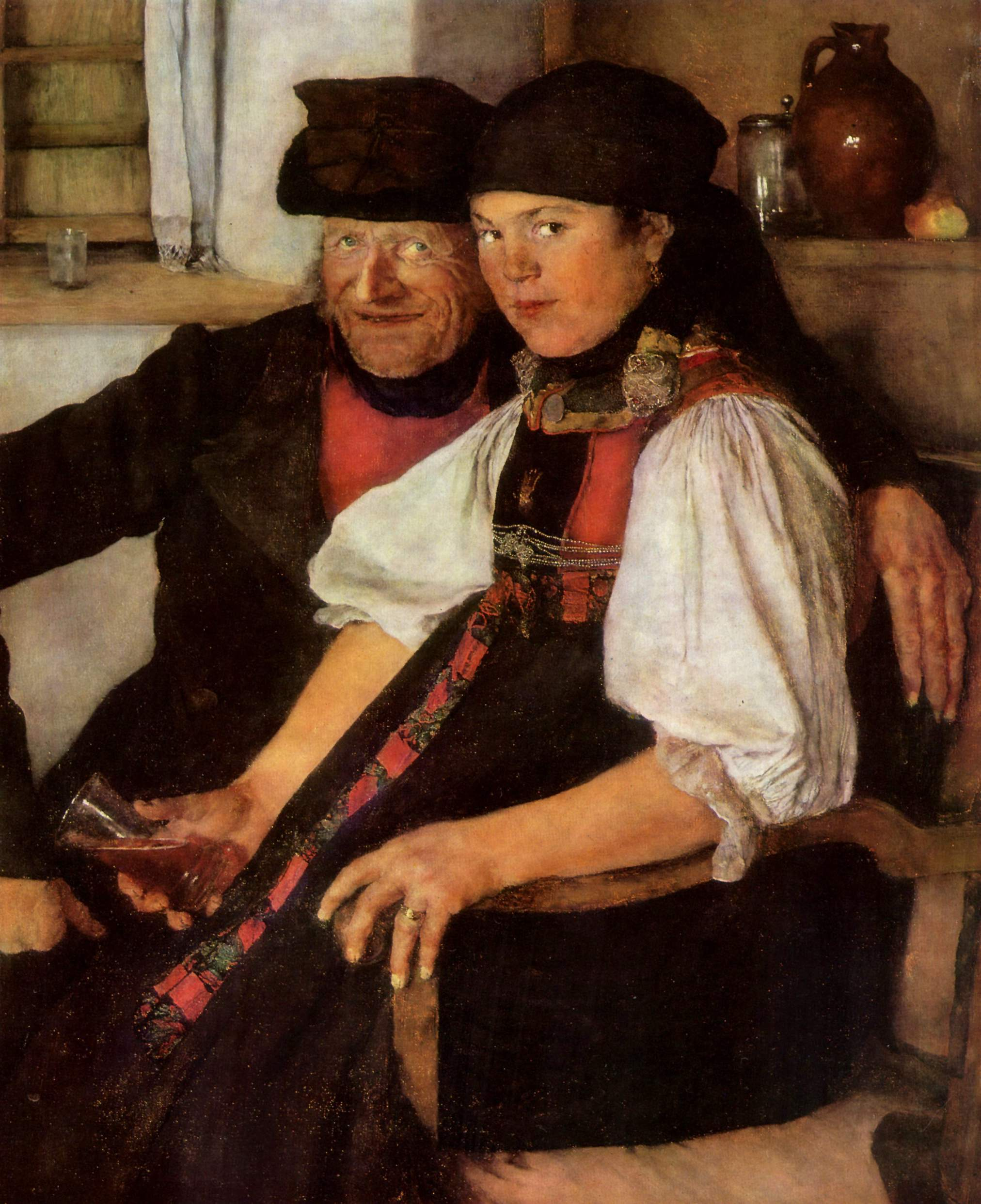
Неравный брак. 1876-77. 75,5 Х 61,5 см, холст, масло. Штеделевский художественный институт. Франкфурт
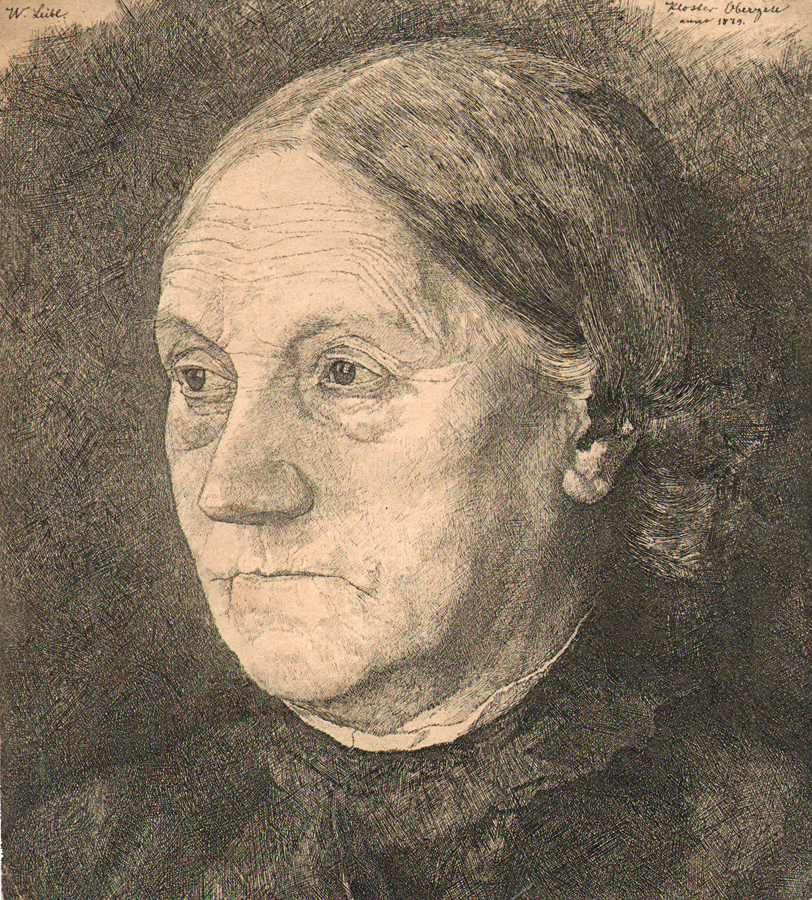
Портрет матери Гертруды Лейбль. 1879, 16,5 X 15 см, бум., офорт. Мюнхен
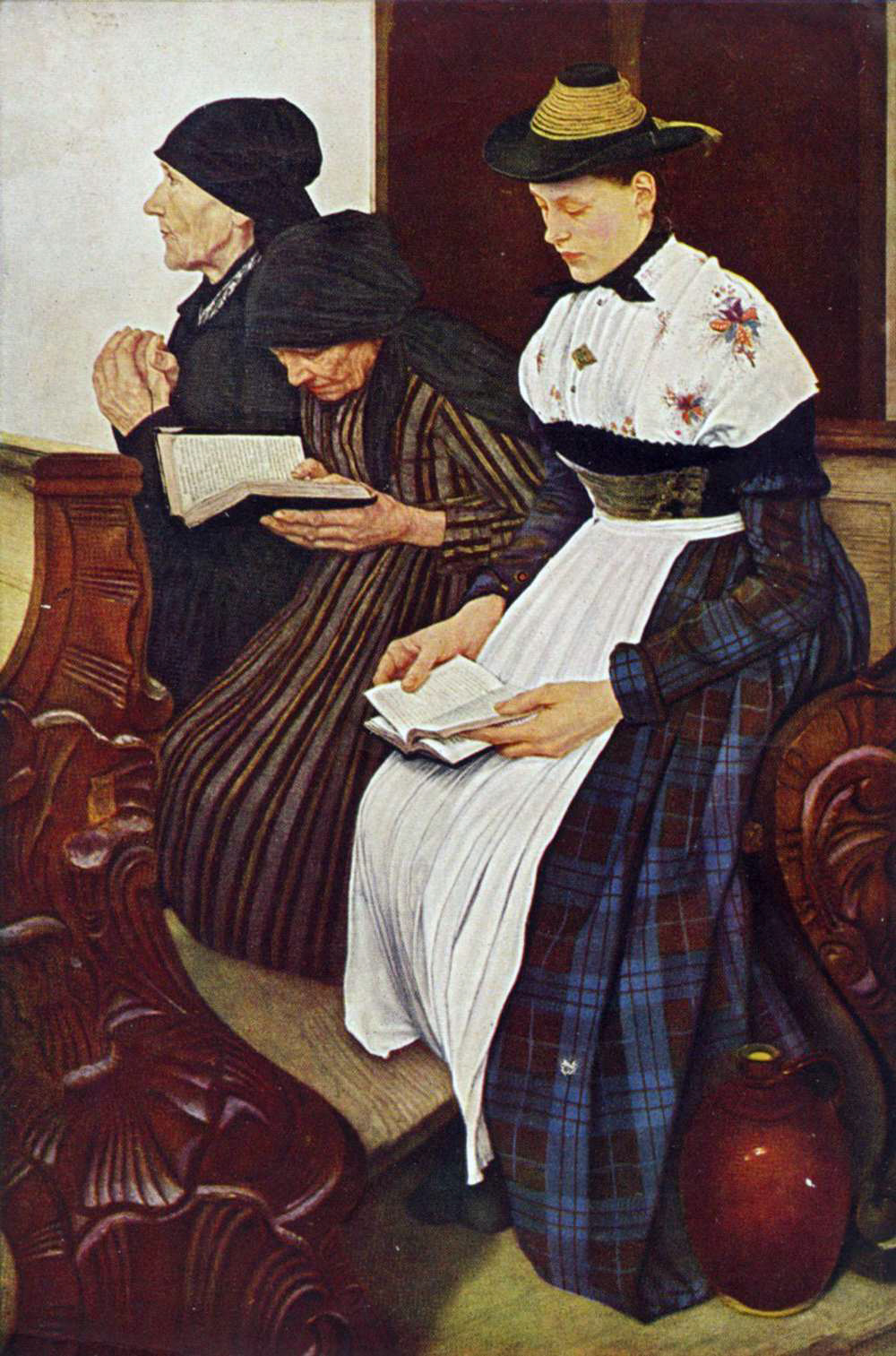
Три женщины в церкви. 1881. 113 Х 77 см, дерево, масло. Кунстхалле. Гамбург
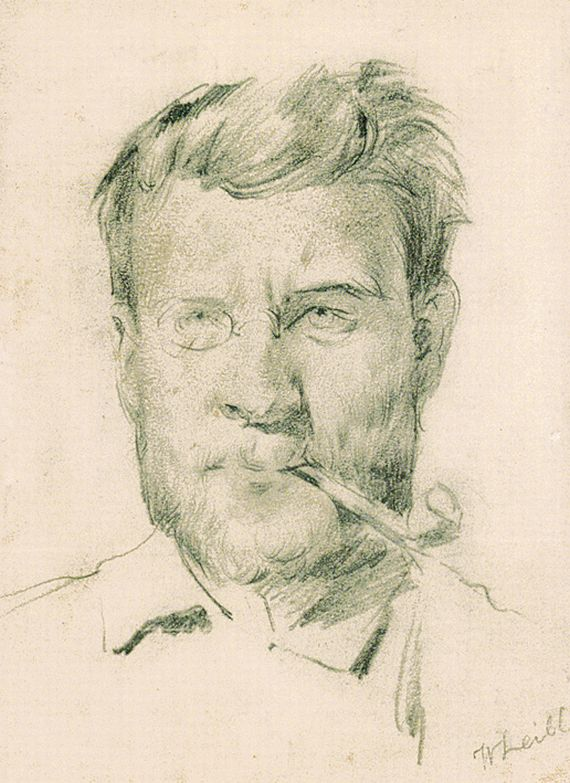
Портрет Иоганна Шперля. Бум.,  карандаш, 14 Х 10,7 см. Мюнхен
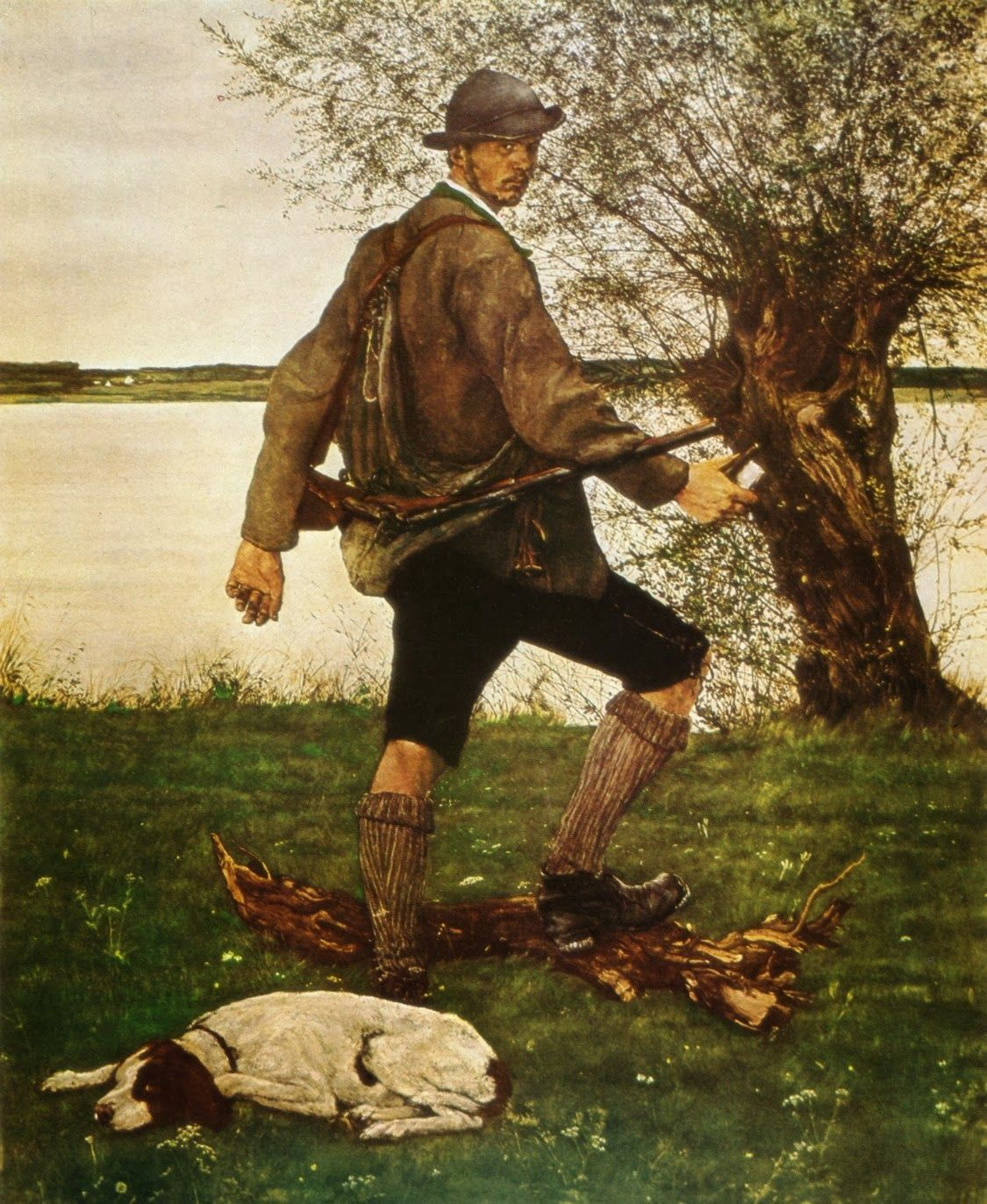
Охотник (Портрет Антона фон Перфаля). 1876 год, 132 см × 106 см масло, холст.
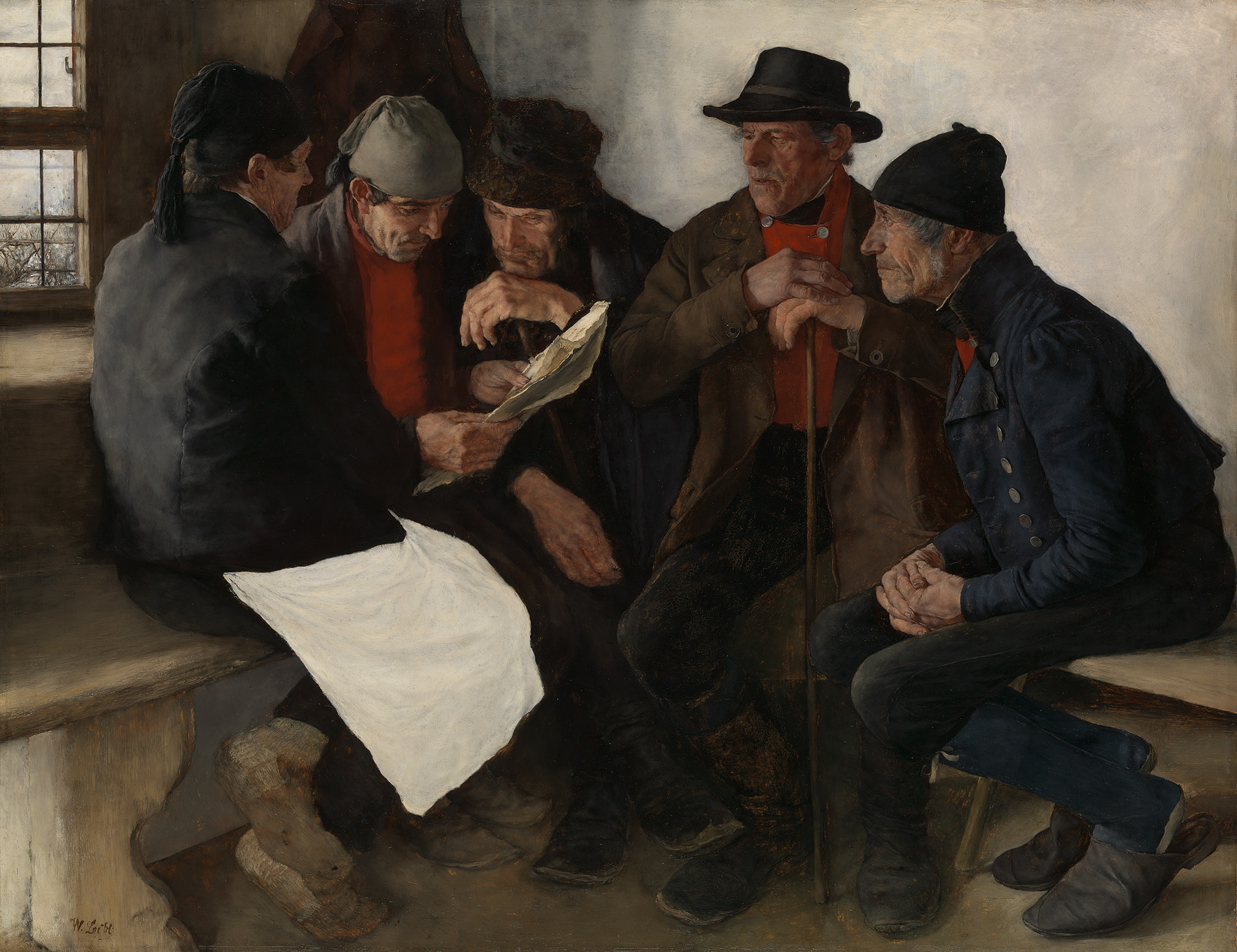
Сельский политик. 1877 год, 76 см × 97 см, масло, холст, дерево. Музей Рейнхарта в городском саду